# Tabernacle de la Madonna della Tosse
Le Tabernacle de la Madonna della Tosse, (en italien : Tabernacolo della Madonna della Tosse) est un édifice religieux  catholique qui est situé à Castelfiorentino, province de Florence, diocèse de Volterra, sur la route qui mène à la frazione de Castelnuovo d'Elsa.
Il s'agit d'un édifice du XIXe siècle de style néogothique qui conservait un tabernacle décoré à fresque en 1484 par Benozzo Gozzoli.
Actuellement les fresques sont exposés au BEGO-Museo Benozzo Gozzoli, ouvert en janvier 2009, situé au centre historique de Castelfiorentino.

## Historique
La construction du tabernacle remonte à 1484, année de datation des fresques de Benozzo Gozzoli qui le décoraient.
Dans le compte rendu d'une visite apostolique de 1576, est mentionné que la Societas B.V.M. Annunciatae , dont l'église église Santa Maria Assunta  était le siège, faisait tous les mois une procession de l'église au tabernacle.
En 1853 le tabernacle est englobé dans une chapelle de style néo-gothique et transformé en oratoire afin de protéger les fresques des intempéries.
Au cours des années 1970, les fresques ont été détachées et recomposées en même temps que celles d'un autre tabernacle communal, le Tabernacle de la Visitation, lui aussi décoré par Gozzoli dans un nouveau musée baptisé BEGO-Museo Benozzo Gozzoli, à Castelfiorentino, via Testaferrata, inauguré le 30 janvier 2009.
Précédemment, toutes les fresques détachées étaient conservés dans les locaux de la bibliothèque communale de Castelfiorentino, sous le nom de Raccolta Comunale d'Arte.

## Les fresques de Benozzo Gozzoli

### Réalisation et datation
Le tabernacle a été décoré par Benozzo Gozzoli et ses collaborateurs en 1484, sur commande de  Messer Grazia da Castelnuovo, prieur de l'église Santa Maria Assunta, comme le rappelle une inscription sur le fronton du tabernacle : « HOC TABERNACULUM FECIT FIERI DOMINUS GRATIA PRIOR CASTRI NOVI AD HONOREM SCE MARIE VIRGINIS DIE XXIIII DICEMBRIS MCCCCLXXXIIII » .

### Plan iconographique
- Voûte : Dans chacune des quatre vele formant la voûte sont représentés les Évangélistes avec au centre le  Christ bénissant.
- Paroi du fond : Retable en trompe œil Madonna col Bambino e i santi Pietro, Caterina di Alessandria, Margherita e Paolo. Cinq anges soutiennent une tenture derrière le faux retable. Au premier plan, posée sur la prédelle, une petite icône en trompe-œil avec le Volto Santo (Visage Sacré).
- Paroi de droite : Esequie della Vergine. Agenouillé au premier plan le donneur d'ordre  Ser Grazia da Castelnuovo.
- Paroi de gauche : Assunzione interprétée comme la Madonna che getta la cintola a san Tommaso.

## Sources
- (it) Cet article est partiellement ou en totalité issu de l’article de Wikipédia en italien intitulé « Tabernacolo della Madonna della Tosse » (voir la liste des auteurs).